# Feirart Santos
A Feirart é uma feira na cidade brasileira de Santos.

## História
A Feirart Santos (ou Feirarte) é uma feira de artesanato e tem seu inicio datado de 1973 quando alguns hippies locais iniciaram o "movimento".
Os registros não são precisos quanto a essa data, mas de acordo com reportagens locais e hippies que ainda expõem na Feirart Santos, fica mais fácil chegar a data mais próxima.
A ideia inicial sempre foi expor produtos exclusivamente artesanais, feitos por eles mesmos e utilizando materiais como o arame, madeira, fibras naturais, sementes, etc.
A exposição, comum a época, era feita no chão e utilizados panos e esteiras de palha como vitrine!
O local escolhido foi a orla da praia, mais precisamente nos Jardins de Santos, um dos mais bonitos cartões de visita da cidade, em frente a Av. Conselheiro Nébias.
De lá pra cá, passou por inúmeras mudanças acompanhando a história política da cidade.
A localização por exemplo, foi alterada para o Canal 5 (Av. Almirante Cochrane) mas ainda na orla na praia...
Com o crescimento do número de expositores, a então conhecida Feirinha Hippie, foi organizada em 3 dias, sábados continuando na orla da praia e aos domingos em 2 locais: em frente ao SESC de Santos e no Jardim Botânico Chico Mendes de Santos.
... só mais tarde a feira de sábado voltou ao local onde tudo começou, em frente a Av. Conselheiro Nébias (sempre na orla da praia), agora com barracas e estrutura diferenciadas.
Houve mudanças como expositores, produtos, e a denominação, que em 1996 através de um decreto municipal, passou a ser conhecida oficialmente como Feirarte Santos!
Hoje faz parte do turismo local e atrai aproximadamente 4.000 visitantes somente na Feira de Sábado!

## Expositores
Hoje a Feirart Santos conta com aproximadamente 300 expositores.

## Localização
- Sábado
  - Av. Bartolomeu de Gusmão (orla da praia) em frente a Av. Conselheiro Nébias, das 14h as 23h
- Domingo
  - Av. Conselheiro Ribas em frente ao SESC, das 14h as 22h
  - Rua João Fraccaroli no Jardim Botânico Chico Mendes de Santos, das 13h as 19h

### Artesanato
Mesmo após 35 anos, ainda se encontra o artesanato puro, feito manualmente artesãos, como por exemplo garrafas pet recicladas e recortadas formando bolsas; sementes naturais, conchas compondo quadros e relógios; vidro e fundição agregando valor e qualidade a bijuterias e joias artesanais.
O trabalho dos artesãos é dar vida a panos, areia, madeira, aço, arame; enfim, qualquer tipo de matéria que sirva de inspiração.

### Praça de alimentação
A praça de alimentação tem uma variedade de comidas e bebidas, como doces, fogazzas, pastéis fritos, sanduíches, espetinhos de churrasco, comidas típicas, etc.